# الویس هادامچک
الویس هادامچک (انگلیسی: Alois Hadamczik; ۲۰ ژوئن ۱۹۵۲ – ) بازیکن هاکی روی یخ اهل جمهوری چک بود.